# بودکوف (ناحیه پراخاتیتسه)
بودکوف (به چکی: Budkov) یک منطقهٔ مسکونی در جمهوری چک است که در ناحیه پراخاتیتسه واقع شده‌است. بودکوف ۵٫۰۳ کیلومتر مربع مساحت و ۹۰ نفر جمعیت دارد و ۴۹۰ متر بالاتر از سطح دریا واقع شده‌است.